# Bartna Strona
Bartna Strona (deutsch Beutnerdorf) ist ein alter Siedlungsplatz, der heute im Gebiet der Kreisstadt Szczytno (deutsch Ortelsburg) in der polnischen Woiwodschaft Ermland-Masuren liegt, aber offiziell nicht mehr genannt wird.

## Geographische Lage
Die Ortsstelle Bartna Strona befindet sich am Nordufer des Großen Haussees (polnisch Jezioro Domowe Duże, jetzt auch Jezioro Długie) im nordwestlichen Stadtgebiet Szczytnos. Bis zum Stadtzentrum sind es weniger als drei Kilometer.

## Geschichte

### Ortsgeschichte
Über die Historie des einst Beutnerdorf genannten Ortes liegen heute kaum noch Belege vor. Im Jahre 1837 wurde die Gemeinde in Beutnerdorf A und Beutnerdorf B geteilt und erst 1913 wieder zusammengeführt.
Am 16. Juli 1874 wurde der Amtsbezirk Beutnerdorf errichtet, der – 1913 in „Amtsbezirk Lehmanen“ umbenannt – bis 1945 bestand und zum Kreis Ortelsburg im Regierungsbezirk Königsberg (ab 1905: Regierungsbezirk Allenstein) in der preußischen Provinz Ostpreußen gehörte. In der Gemeinde waren 1910 insgesamt 3.394 Einwohner gemeldet.
Am 1. Juli 1913 wurde Beutnerdorf in die Stadtgemeinde Ortelsburg eingegliedert. Im gleichen Jahr noch wurde der Amtsbezirk Beutnerdorf in „Amtsbezirk Lehmanen“ (polnisch Lemany) umbenannt.
Im Jahre 1945 wurde die Stadt Ortelsburg in Kriegsfolge mit dem gesamten südlichen Ostpreußen an Polen überstellt. Zu der nunmehr „Szczytno“ genannten Stadt gehörte Beutnerdorf, dann mit dem Namen „Bartna Strona“. Nach nicht allzu langer Zeit wurde der Name als Stadtteil nicht mehr erwähnt, und der Ort gilt als in der Stadt Szczytno aufgegangen. Lediglich die Ausfallstraße nach Szczycionek (Sczycionnek, 1938 bis 1945 Waldsee) trägt diesen Namen.

### Amtsbezirk Beutnerdorf (1874–1913)
Zum Amtsbezirk Beutnerdorf gehörten bei seiner Errichtung vier Orte, am Ende waren es noch zwei:
| Deutscher Name      | Polnischer Name | Erklärungen                               |
| ------------------- | --------------- | ----------------------------------------- |
| Beutnerdorf         | Bartna Strona   | 1913 in die Stadt Ortelsburg eingemeindet |
| Hamerudau           | Rudka           |                                           |
| Hausmühle           |                 |                                           |
| Lehmanen            | Lemany          |                                           |
| vor 1883: Fiugatten |                 | 1901 in die Stadt Ortelsburg eingemeindet |

1913 gehörten nur noch Hamerudau und Lehmanen zum Amtsbezirk.

## Kirche
Bis 1945 war Beutnerdorf in die evangelische Kirche Ortelsburg in der Kirchenprovinz Ostpreußen der Kirche der Altpreußischen Union sowie in die – seinerzeit in Beutnerdorf errichteten – römisch-katholische Pfarrkirche „Mariä Himmelfahrt“ im damaligen Bistum Ermland eingegliedert. Der Bezug zu beiden Kirchen besteht im heutigen Szczytno fort – innerhalb der Diözese Masuren der Evangelisch-Augsburgischen Kirche in Polen bzw. dem jetzigen Erzbistum Ermland.

## Verkehr
Bartna Strona ist in der Stadt Szczytno aufgegangen. Die frühere Ortsstraße, die von der polnischen Landesstraße 57 (einstige deutsche Reichsstraße 128) abzweigt, trägt noch den Namen. Der nächste Bahnhof ist der in Szczytno.